# Alcanar
Alcanar település Spanyolországban, Tarragona tartományban. Alcanar Freginals, Sant Carles de la Ràpita, Ulldecona és Vinaròs községekkel határos. Lakosainak száma 9943 fő (2024).

## Népesség
A település népessége az elmúlt években az alábbi módon változott:
| Lakosok száma | 714  | 4998 | 6087 | 6944 | 7997 | 9311 | 10 545 | 9637 | 9418 | 9943 |
|               | 1717 | 1900 | 1940 | 1960 | 1986 | 2005 | 2010   | 2014 | 2019 | 2024 |